# Streptococcus viridans
Streptococcus viridans é uma espécie de bactéria pertencente ao género Streptococcus, de características muito similares. São frequentes no meio oral e podem causar abcessos dentários ou endocardite. 
Os Streptococcus viridans constituem um conjunto de microrganismos
de caracterização menos definida e padronizada que os demais
streptococos. Entre suas principais características destaca-se: em geral
são alfa-hemolíticos, não possuem antígenos dos grupos B ou D, não são
solúveis em bile e a maioria não cresce em caldo contendo altas
concentrações de sal. Entre as principais espécies de streptococcus temos: Streptococcus
mutans, Streptococcus salivarius, Streptococcus sanguis, Streptococcus
mitis e Streptococcus anginosus. A maioria dessas espécies faz parte da
flora normal das vias aéreas superiores, em particular, dos diferentes nichos
ecológicos da cavidade oral. Como agentes etiológicos são associados à
bacteremia, endocardite subaguda , abscessos, infeções do trato
genitourinário e infeções de feridas. As espécies Streptococcus sanguis e
especialmente Streptococcus mutans tem papel importante na formação de
placa dental devido a sua capacidade de sintetizar glicanas a partir de
carboidratos.